# Battaglia di Würzburg (1945)
La battaglia di Würzburg venne combattuta tra il 2 e il 6 aprile 1945 nei pressi di Würzburg in Germania, nell'ambito dei più vasti eventi dell'invasione alleata della Germania nella seconda guerra mondiale.
Nel corso dell'avanzata del XXI Corps del generale Frank W. Milburn dal Reno alla Baviera, la 42nd Infantry Division del generale Harry J. Collins fu inviata ad attraversare il fiume Meno nei pressi della città di Würzburg; il centro abitato era stato tuttavia designato come punto di resistenza per le forze tedesche, e pur riuscendo a passare il fiume la mattina del 3 aprile gli statunitensi rimasero poi impegnati nei giorni seguenti in pesanti combattimenti urbani all'interno della città. Ridotta in rovina, Würzburg cadde infine in mano alla 42nd Division il 6 aprile, aprendo agli statunitensi la via per invadere il nord della Baviera.

## Antefatti

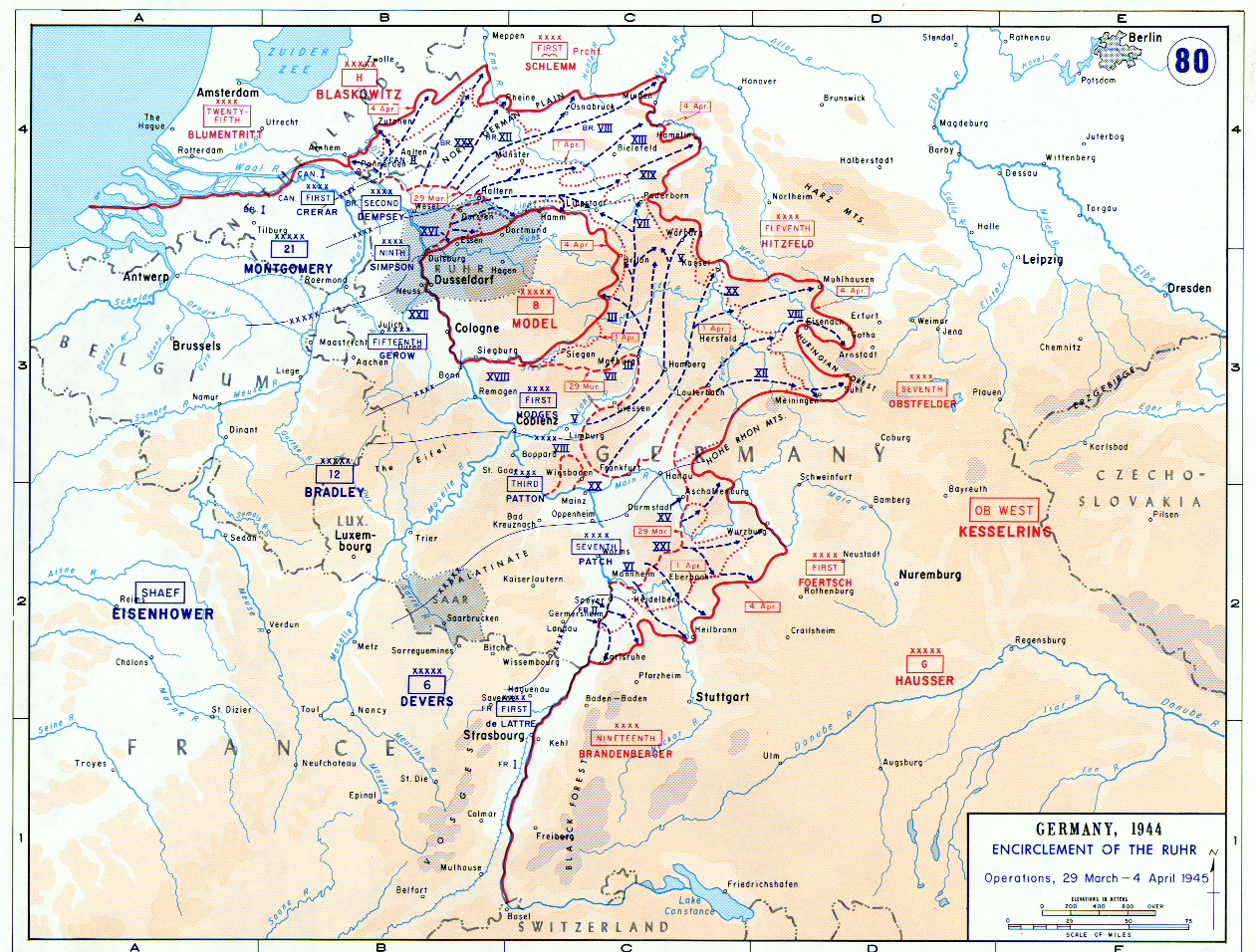
Carta della Germania occidentale con indicate le direttrici di avanzata delle forze degli Alleati tra il 29 marzo e il 4 aprile 1945

Il 26 marzo 1945 i primi reparti della Seventh United States Army del generale Alexander Patch superarono il Reno nella zona di Worms; oltre a proteggere il fianco meridionale della confinante Third United States Army, impegnata a supportare da sud l'accerchiamento della zona industriale della Ruhr, le forze di Patch dovevano a loro volta condurre una manovra di avvolgimento delle unità della Wehrmacht rimaste nella Germania meridionale, impedendo loro di ripiegare verso posizioni più facilmente difendibili nella zona delle Alpi austriache e bavaresi. La sezione centrale del fronte della Seventh Army era rappresentata dal XXI Corps del generale Frank W. Milburn, impegnato a spingersi verso est attraverso la regione collinare dell'Odenwald e la valle del serpeggiante fiume Meno, che prima di confluire nel Reno da oriente descrive una serie di ampie anse nella campagna tedesca; i reparti corazzati della 12th Armored Division guidavano l'avanzata seguiti alle spalle dalla fanteria della 4th e 42nd Infantry Division. Il XIII. Armeekorps tedesco tentò di organizzare la difesa dell'Odenwald, ma il corpo era stato gravemente menomato nei combattimenti lungo il Reno e la sua resistenza crollò rapidamente: entro il 31 marzo, dopo un'avanzata di più di 90 chilometri dal Reno, le prime avanguardie della 12th Armored Division raggiunsero le rive del fiume Tauber, un affluente del Meno, lasciandosi alle spalle i rilievi dell'Odenwald. Il XIII SS-Armeekorps del SS-Gruppenführer Max Simon venne fatto accorrere per tamponare la falla, ma già nel corso della notte tra il 31 marzo e il 1º aprile i reparti statunitensi superarono il corso del Tauber, obbligando i tedeschi ad arretrate la loro linea difensiva verso est in direzione dell'ampia ansa del Meno che passava davanti alla città di Würzburg.
Priva di significativi obiettivi industriali e strategici da colpire, l'antica città di Würzburg era stata a lungo risparmiata dai pesanti bombardamenti strategici condotti dagli Alleati sui centri abitati della Germania. La situazione iniziò tuttavia a cambiare proprio negli ultimi mesi di guerra, principalmente perché gli Alleati stavano esaurendo gli obiettivi da colpire ed erano alla ricerca di bersagli più facili da attaccare: dopo essere stata colpita da alcune incursioni su piccola scala nel febbraio 1945, Würzburg fu oggetto nella notte tra il 16 e il 17 marzo di un violento attacco da parte di 236 bombardieri del Bomber Command britannico, che in pochi minuti distrusse l'89% del centro cittadino e uccise circa 5000 abitanti della città. La linea difensiva lungo il Meno del XIII SS-Armeekorps si rivelò tutto tranne che solida: il 2 aprile l'avanguardia della 4th Infantry Division superò il fiume circa 15 chilometri a sud-est di Würzburg, mentre più a nord la 12th Armored Division, attardata da alcune retroguardie tedesche, passò il fiume il 5 aprile nei pressi di Gemünden am Main; in mezzo a queste due punte avanzate, la 42nd Infantry Division del generale Harry J. Collins era diretta ad attraversare il Meno davanti alla stessa Würzburg.

## La battaglia

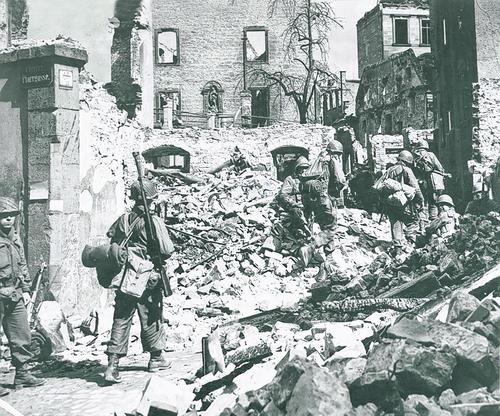
Fanti statunitensi avanzano tra le rovine di Würzburg durante la battaglia

Dopo aver preso Wertheim il 1º aprile, il giorno seguente la 42nd Division iniziò la marcia di avvicinamento a Würzburg con l'appoggio del combat command A (in sigla CCA, un'unità mista di carri e fanteria motorizzata delle dimensioni di una piccola brigata) della 12th Armored Division; l'obiettivo assegnato alla divisione era di superare il Meno, prendere rapidamente Würzburg e quindi avanzare con decisione più a est per andare a catturare l'importante centro industriale di Schweinfurt. Il 222nd Infantry Regiment e il CCA, schierati sull'ala destra della 42nd Division, avrebbero guidato l'attacco a Würzburg marciando sull'abitato da ovest: se la città si fosse rivelata come troppo difesa il 232nd Infantry Regiment al centro avrebbe lanciato una mossa diversiva simulando un attraversamento del Meno poco a nord di Würzburg, mentre più a settentrione il 242nd Infantry Regiment avrebbe passato il fiume nei pressi di Retzbach e avrebbe manovrato per attaccare Würzburg da dietro; il reparto da ricognizione della divisione (42nd Reconnaissance Troop) compriva l'ala sinistra a nord di Retzbach. 
La sera del 2 aprile il 222nd Regiment e il CCA arrivarono in vista di Würzburg. I tre ponti che collegavano la sponda occidentale al centro abitato erano già stati fatti saltare in aria, e i tedeschi erano più che intenzionati a dare battaglia per il possesso della città: la guarnigione di Würzburg era rappresentata da un miscuglio eterogeneo di soldati sbandati, poliziotti e vigili del fuoco locali nonché civili armati della milizia territoriale (Volkssturm), guidati dal combattivo colonnello Richard Wolf. Invece di attendere l'arrivo dei genieri e la costruzione di un passaggio sul fiume, l'avanguardia statunitense decise di tentare un attraversamento d'assalto: poco prima dell'alba del 3 aprile, un plotone del 2º Battaglione degli United States Army Rangers passò silenziosamente il Meno su una barca a remi trovata sul posto, catturò di sorpresa la guarnigione di due avamposti tedeschi e stabilì una prima testa di ponte sulla sponda orientale del fiume, lungo l'argine proprio davanti alla città. I genieri arrivarono quindi sul posto e misero in acqua alcune imbarcazioni, iniziando a traghettare la fanteria sull'altra sponda: la guarnigione tedesca si riebbe dalla sorpresa e iniziò a sparare sui natanti statunitensi con alcune mitragliere antiaeree da 20 mm, ma le canne delle armi non avevano una depressione sufficiente a inquadrare la sponda del fiume e il tiro si rivelò molto poco accurato. Entro le 09:00 una compagnia di fanteria aveva passato il fiume e, con l'aiuto dei ranger, ampliato la testa di ponte stabilita in mezzo a due dei ponti cittadini sul Meno; un gruppo di tedeschi contrattaccò con l'appoggio di due carri armati, ma fu respinto e uno dei mezzi venne distrutto da un colpo di bazooka.

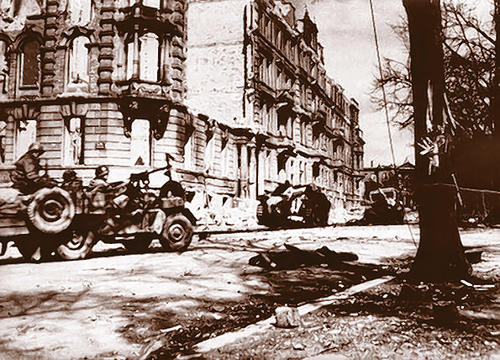
Reparti motorizzati statunitensi in movimento nelle strade di Würzburg nell'aprile 1945

Per le 15:30 i genieri avevano allestito un traghetto, iniziando a portare sulla sponda opposta i primi veicoli leggeri; un intero battaglione del 222nd Regiment si trovava ora sulla riva orientale del Meno, iniziando a sgombrare dai difensori tedeschi i primi blocchi di abitazioni e ampliando l'area sotto controllo in modo che i genieri potessero mettersi al lavoro per gettare un ponte Bailey attraverso le campate di uno dei ponti cittadini distrutti. Il 232nd Regiment, arrivato sulla sponda del Meno poco a nord di Würzburg, fu spostato più a sud davanti all'antica Fortezza di Marienberg per prepararsi a passare il fiume una volta che il ponte fosse stato completato; alla sua sinistra il 242nd Regiment pattugliò la sponda del fiume a nord di Würzburg, mentre più a settentrione il 42nd Reconnaissance Troop, alla ricerca di siti di attraversamento alternativi, si scontrò con alcune guarnigioni tedesche nei villaggi di Laudenbach, Mühlbach e Karlburg. Poco prima dell'alba del 4 aprile il ponte Bailey venne completato a sufficienza da consentire al resto del 222nd Regiment e all'intero 232nd Regiment di portarsi sulla riva orientale del Meno e di rinnovare l'attacco: il primo reggimento fu inviato a sgombrare la parte sud della città e il secondo quella nord. Seguirono pesanti scontri casa per casa, con gli statunitensi impegnati a snidare piccoli gruppi di difensori tedeschi asserragliati in buona parte degli edifici di Würzburg ancora in piedi; i tedeschi impiegarono anche la rete fognaria per lanciare contrattacchi alle spalle dei reparti statunitensi avanzanti.
Sfruttando massicciamente il supporto dell'artiglieria, entro sera il 222nd e il 232nd Regiment erano avanzati a fondo nel centro cittadino, sgombrando vari isolati e portandosi a ridosso della linea ferroviaria che circondava la città, dove incontrarono una linea di trincee presidiate dai tedeschi; per tutta la notte piccoli gruppi sparsi di tedeschi tentarono di infiltrarsi attraverso le linee nemiche per rientrare nei quartieri appena liberati dagli statunitensi, venendo tuttavia sempre respinti. L'apice fu raggiunto alle 05:15 del 5 aprile, quando un gruppo di circa 200 tedeschi lanciò un massiccio contrattacco da nord, nel tentativo di spingersi verso il ponte Bailey e distruggerlo: i tedeschi penetrarono inizialmente le linee del 232nd Regiment, ma furono poi bloccati a debita distanza dal ponte e quindi respinti lasciando 80 prigionieri in mano agli statunitensi. Il 232nd Regiment contrattaccò, superando la linea ferroviaria nella porzione nord-orientale della città e occupò gli ultimi gruppi di edifici tenuti dai tedeschi nella zona, incontrando ancora una dura resistenza; il 222nd Regiment spinse invece verso est e andò a occupare la linea di colline che dominava il centro abitato da oriente, mentre alle sue spalle il 242nd Regiment fu portato in città per rastrellare gli ultimi sbandati tedeschi ancora nascosti nelle fognature e nelle cantine. Per il 6 aprile Würzburg era ormai saldamente in mano agli statunitensi.

## Conseguenze
Parte della guarnigione tedesca riuscì a sganciarsi e a fuggire da Würzburg prima della conclusione della battaglia, ma la 42nd Division catturò in città circa 2500 prigionieri; quelli a Würzburg furono i più feroci combattimenti mai sostenuti dalla 42nd Division dall'inizio della guerra.
Con la 42nd Division bloccata dagli scontri in corso a Würzburg, Milburn ordinò al CCA della 12th Armored Division di passare il fiume a nord della città e di avanzare speditamente in direzione del prossimo obiettivo, Schweinfurt; il 5 aprile, tuttavia, i reparti meccanizzati statunitensi impattarono in una forte posizione difensiva tedesca eretta attraverso l'autostrada che collegava Würzburg a Schweinfurt, rimanendo bloccati per due giorni; solo il 7 aprile, dopo che i primi reparti della 42nd Division fuoriusciti da Würzburg si furono uniti all'avanzata, gli statunitensi irruppero attraverso il blocco e ripresero l'avanzata. Schweinfurt fu quindi raggiunta dalla 42nd Division il 10 aprile e catturata poi il giorno successivo dopo un'altra serie di duri combattimenti urbani; completato questo primo obiettivo, il XXI Corps di Milburn iniziò a piegare verso sud-est per partecipare alla manovra di accerchiamento dell'intera Seventh Army, dirigendo verso Ansbach nel nord della Baviera.